# Volker Pfirrmann
Volker Pfirrmann (* 18. Oktober 1966) ist ein deutscher Jurist. Er ist seit dem 5. September 2011 Richter am Bundesfinanzhof.

## Leben und Wirken
Pfirrmann war nach Abschluss seiner juristischen Ausbildung seit 1996 zunächst als Zivilrichter tätig. 1997 wechselte er zur Staatsanwaltschaft. 2001 wurde er zum Dr. jur. promoviert. Von 2002 bis 2004 war Pfirrmann als wissenschaftlicher Mitarbeiter an das Bundesverfassungsgericht abgeordnet. Anschließend war er als Richter am Finanzgericht Baden-Württemberg tätig. Während dieser Zeit war er für zwei Jahre als wissenschaftlicher Mitarbeiter an den Bundesfinanzhof abgeordnet.
Das Präsidium des Bundesfinanzhofs wies Pfirrmann zunächst dem für die Besteuerung von Einzelgewerbetreibenden, Investitionszulagen und Kindergeld zuständigen III. Senat zu. Seit dem 13. März 2025 ist er Vorsitzender des VII. Senats.